# Luis Páez
Luis Alfonso Páez Restrepo (Valledupar, Cesar, Colombia; 12 de octubre de 1984) es un futbolista colombiano. Juega de delantero, y actualmente se encuentra sin club.
Anotó su gol 100 como futbolista profesional el sábado 9 de julio de 2016 en el Estadio Metropolitano de Techo, abriendo el marcador del partido apenas al minuto 2 entre Rionegro Águilas y Fortaleza CEIF. El gol lo marcaría en el arco norte del estadio, el arquero rival era el payanes Nelson Ramos.

## Trayectoria

### Inicios
Páez es un delantero que comenzó como mediapunta que se formó en los equipos aficionados de la Liga Antioqueña de Fútbol. En el año 2007 hizo su debut profesional jugando el Torneo de la Primera B colombiana en el Atlético Bello. En este equipo tuvo una destacada actuación que le mereció ser tomado en cuenta por Millonarios para la temporada 2008. 

### Millonarios F.C.
En Millonarios, más que como delantero, fue utilizado como volante por derecha. Luego, renunció al equipo capitalino por una calamidad doméstica. Páez jugo partidos amistosos y en la Copa Colombia 2008 con el club albiazul. Su primer gol como profesional y único con el cuadro embajador se lo convirtió a La Equidad.

### Deportivo Rionegro
Para enero de 2009 llega al club y convierte sus 2 primeros goles como profesional.

### Itagüí SA
Posteriormente, a mediados de 2009 ingresa al Itagüí siendo pieza clave en la campaña del ascenso con 20 goles marcados en la B y 10 en Copa Colombia.

### Atlético Junior
En 2011 su pase es adquirido por tres años por el Junior de Barranquilla. Durante su primer año en el cuadro barranquillero jugó su primera Copa Libertadores marcando 3 goles en el torneo (Oriente Petrolero y Jaguares de Chiapas en 2 ocasiones), en total en lo corrido en 2011 marcó 10 goles con Junior (5 por Liga, 2 por Copa y 3 Libertadores) en 34 partidos, ingresando como suplente en la mayoría de ellos.
Para el torneo apertura 2012 y la Copa Libertadores 2012 Páez se vuelve el centro delantero titular del Junior tras la partida de Carlos Bacca al fútbol belga (al Club Brujas), no obstante en la primera fecha de la Copa Libertadores y en las primeras 4 fechas del torneo apertura no consiguió marca algún gol, esto hace que no marque un gol desde hace 675 minutos, no obstante en el partido frente al Cali pone el pase gol para Hector Quiñones que el convirtió, en dicho partido no uso la dorsal 11 sino la 90. Ante la Universidad Católica juega 78 minutos y vuelve a quedarse sin marcar, no obstante en el partido no recibió muchos pases y estuvo "solo contra el mundo" aunque esto no lo saco de las críticas.

El 2 de marzo de 2012, aparece como suplente para jugar contra el Itagüí, su antiguo club, para sorpresa del público Luis Carlos Ruiz fue el centrodelantero del partido, Páez ingreso en el entretiempo y volvió a quedarse sin anotar gol. 
En la octava fecha del fútbol colombiano, el técnico José Eugenio Hernández, más conocido como el cheché, no lo lleva ni al banco de suplentes para enfrentar al Boyacá Chico, nuevamente Luis Carlos Ruiz es el "9" de área de junior en el partido donde y en donde Ruiz anotasu primer gol del año en la victoria 3 a 1, los otros 2 goles fueron de penal. En la cuarta fecha de la Copa Colombia frente al Barranquilla FC (actual cantera del Junior) marca de penal al minuto 33 de juego poniendo fin a una racha de más de 1051 minutos sin hacer un gol (casi 12 partidos sin marcar gol), el juego acabó 2 a 0, el otro gol lo marcó Norvey Orozco. Además este fue el gol 11 de Luis Paéz en 46 partidos con el Junior. 

En la penúltima fecha de la fase de grupos de la Copa Libertadores 2012 Páez anota su primer gol en el torneo frente a la U. Católica de Chile en la victoria 3 a 0 del Junior. Posteriormente en la quinta fecha de la Copa Colombia marca un doblete, en la victoria 4 a 2del Junior frente a Unión Magdalena en el "clásico costeño", llegando así 14 goles en 49 partidos con el club de la arenosa. En la última fecha de la Copa Libertadores anota de penal su segundo gol en el torneo y el quinto del año con junior en la victoria 2 a 1 frente a la Unión Española. En la sexta fecha de la Copa Colombia, anota el primer gol en el 4 a 1 frente a la Uniautonoma al minuto 31, siendo el 4 gol en esta competencia y el sexto del año, y el gol número 16 que anota con el Junior. En la fecha 15 del torneo clausura, Páez se estrena en el marcador con un gol de jugada en la victoria 4 a 0 frente al Cúcuta Deportivo, no obstante su celebración fue desmedida y terminó siendo expulsado. Este fue su séptimo gol del año, el primero en la liga, 4 en la copa Colombia y 2 en la Copa Libertadores 2012.

### Deportivo Pasto
En 2013 el presidente de Deportivo Pasto, Iván Erazo, confirmó que el delantero es nuevo refuerzo del equipo nariñense.

### Atlético Nacional
Llega a Atlético Nacional en condición de préstamo para disputar el torneo inicial de la Liga Postobon en 2014 del cual saldría campeón.

### Santa Fe
Para el año 2015 firma contrato a préstamo con opción de compra con Independiente Santa Fe donde se consagra campeón de la Super Liga de Colombia.

### NorthEast United
El 14 de septiembre de 2017 se oficializa su primera experiencia internacional en el NorthEast United de la Indian Super League. -. PDF

### Deportivo Táchira
El 27 de febrero se confirma como nuevo jugador del Deportivo Táchira de la Primera División de Venezuela firmando hasta diciembre del mismo año. terminando su carrera en la india

## Clubes
| Club                   | País      | Temporada   |
| ---------------------- | --------- | ----------- |
| Atlético Bello         | Colombia  | 2007        |
| Millonarios            | Colombia  | 2008        |
| Leones Uraba           | Colombia  | 2009        |
| Rionegro Águilas       | Colombia  | 2009 - 2010 |
| Junior de Barranquilla | Colombia  | 2011 - 2012 |
| Rionegro Águilas       | Colombia  | 2012        |
| Deportivo Pasto        | Colombia  | 2013        |
| Atlético Huila         | Colombia  | 2013        |
| Atlético Nacional      | Colombia  | 2014        |
| Santa Fe               | Colombia  | 2015        |
| Rionegro Águilas       | Colombia  | 2015 - 2017 |
| NorthEast United       | India     | 2017        |
| Deportivo Táchira      | Venezuela | 2018        |
| Iztapa                 | Guatemala | 2018        |
| Boyacá Chicó           | Colombia  | 2019 - 2020 |

## Estadísticas
| Atlético Bello · Colombia | 2ª                  | 2007                | 2   | 0  | —  | —  | —  | —  | 2   | 0   |
| Atlético Bello · Colombia | Total club          | Total club          | 2   | 0  | 0  | 0  | 0  | 0  | 2   | 0   |
| Millonarios · Colombia | 1ª                  | 2008                | 6   | 0  | 1  | 1  | 0  | 0  | 7   | 1   |
| Millonarios · Colombia | Total club          | Total club          | 6   | 0  | 1  | 1  | 0  | 0  | 7   | 1   |
| Leones Uraba · Colombia | 2ª                  | 2009-l              | 16  | 6  | 2  | 2  | —  | —  | 18  | 8   |
| Leones Uraba · Colombia | Total club          | Total club          | 16  | 6  | 2  | 2  | 0  | 0  | 18  | 8   |
| Junior de Barranquilla · Colombia | 1ª                  | 2011                | 24  | 5  | 8  | 2  | 7  | 3  | 39  | 10  |
| 2012-l | 1ª                  | 10                  | 1   | 5  | 4  | 5  | 2  | 20 | 7   |     |
| Total club | Total club          | 34                  | 6   | 13 | 6  | 12 | 5  | 59 | 17  |     |
| Deportivo Pasto · Colombia | 1ª                  | 2013-l              | 9   | 2  | —  | —  | —  | —  | 9   | 2   |
| Deportivo Pasto · Colombia | Total club          | Total club          | 9   | 2  | 0  | 0  | 0  | 0  | 9   | 2   |
| Atlético Huila · Colombia | 1ª                  | 2013-ll             | 14  | 9  | —  | —  | —  | —  | 14  | 9   |
| Atlético Huila · Colombia | Total club          | Total club          | 14  | 9  | 0  | 0  | 0  | 0  | 14  | 9   |
| Atlético Nacional · Colombia | 1ª                  | 2014                | 25  | 6  | 8  | 3  | 3  | 0  | 36  | 9   |
| Atlético Nacional · Colombia | Total club          | Total club          | 25  | 6  | 8  | 3  | 3  | 0  | 36  | 9   |
| Santa Fe · Colombia | 1ª                  | 2015-l              | 13  | 4  | 2  | 1  | 8  | 1  | 23  | 6   |
| Santa Fe · Colombia | Total club          | Total club          | 13  | 4  | 2  | 1  | 8  | 1  | 23  | 6   |
| Rionegro Águilas · Colombia | 2ª                  | 2009-ll             | 10  | 2  | 4  | 2  | —  | —  | 14  | 4   |
| Rionegro Águilas · Colombia | 2ª                  | 2010                | 30  | 20 | 10 | 10 | —  | —  | 40  | 30  |
| Rionegro Águilas · Colombia | 1ª                  | 2012-ll             | 9   | 1  | 1  | 0  | —  | —  | 10  | 1   |
| Rionegro Águilas · Colombia | 1ª                  | 2015-ll             | 15  | 6  | 1  | 0  | 4  | 2  | 20  | 8   |
| Rionegro Águilas · Colombia | 1ª                  | 2016                | 36  | 21 | 1  | 0  | —  | —  | 37  | 21  |
| Rionegro Águilas · Colombia | 1ª                  | 2017                | 10  | 2  | 1  | 0  | 1  | 0  | 12  | 2   |
| Rionegro Águilas · Colombia | Total club          | Total club          | 110 | 52 | 18 | 12 | 5  | 2  | 133 | 66  |
| NorthEast United India | 1ª                  | 2017-18             | 6   | 0  | 0  | 0  | 0  | 0  | 6   | 0   |
| NorthEast United India | Total club          | Total club          | 6   | 0  | 0  | 0  | 0  | 0  | 6   | 0   |
| Deportivo Tachira · Venezuela | 1ª                  | 2018                | 7   | 1  | 0  | 0  | 0  | 0  | 7   | 1   |
| Deportivo Tachira · Venezuela | Total club          | Total club          | 7   | 1  | 0  | 0  | 0  | 0  | 7   | 1   |
| Boyacá Chicó · Colombia | 2ª                  | 2019                | 3   | 0  | 3  | 1  | -  | -  | 6   | 1   |
| Boyacá Chicó · Colombia | Total club          | Total club          | 3   | 0  | 3  | 1  | 0  | 0  | 6   | 1   |
| Total en su carrera | Total en su carrera | Total en su carrera | 239 | 86 | 52 | 25 | 28 | 8  | 319 | 119 |
| (1) Incluidos los datos de la Copa Colombia y Super Liga Colombiana (2) Incluidos los datos de la Copa Libertadores y Copa Sudamericana |                     |                     |     |    |    |    |    |    |     |     |

## Palmarés

### Campeonatos nacionales
| Título                | Club                   | País     | Año  |
| --------------------- | ---------------------- | -------- | ---- |
| Primera B             | Itagüí                 | Colombia | 2010 |
| Torneo Finalización   | Junior                 | Colombia | 2011 |
| Torneo Apertura       | Atlético Nacional      | Colombia | 2014 |
| Superliga de Colombia | Independiente Santa Fe | Colombia | 2015 |

### Distinciones individuales
| Distinción         | Club             | País     | Año            |
| ------------------ | ---------------- | -------- | -------------- |
| Goleador Histórico | Rionegro Águilas | Colombia | Récord vigente |